# Herbert Freitag
Herbert Otto Franz Heinrich Freitag (* 13. März 1915 in Dassow; † nach 1950) war ein deutscher CDU-Politiker und Landtagsabgeordneter.

## Leben
Herbert Freitag besuchte von 1921 bis 1929 die Volksschule, absolvierte bis 1931 eine landwirtschaftliche Lehre und war bis 1933 als landwirtschaftlicher Gehilfe tätig. Nach dem Tode des Vaters Heinrich Freitag übernahm er den elterlichen Hof. Vor der Einziehung zur Wehrmacht war Freitag von 1936 bis 1938 im RAD tätig. Freitag trat am 15. November 1945 der CDU bei, hatte die Ortsvereinigung in Dassow mitbegründet und wurde schließlich ihr Vorsitzender. Nach den Kommunalwahlen 1946 nahm er politische Mandate in der Stadtvertretung Dassow und im Kreistag Schönberg wahr. Bei den Landtagswahlen 1946 wurde er in den Landtag gewählt. Freitag gehörte seit 1946 dem Landesvorstand der CDU Mecklenburg-Vorpommern an und zählte zu den oppositionellen Kräften der CDU-Landtagsfraktion. Nach der Absetzung Siegfried Wittes als Wirtschaftsminister wurde Freitag 1950 das Landtagsmandat aberkannt, weil er sich nicht zur Oder-Neiße-Grenze und zur Deutsch-Sowjetischen Freundschaft bekennen wollte.